# 대한지리학회
사단법인 대한지리학회(The Korean Geographical Society, KGS)는 지리학의 학문적 발전과 연구성과의 사회정책적 기여하는 목적으로 1945년 9월 11일에 설립된 학술단체이다. 사무실은 서울특별시 용산구 새창로 213-12 한강현대하이엘 1413호에 있다. 국내외 학술발표회 및 강연회 개최, 학회보를 비롯한 학술 도서의 발행, 국내외 단체와의 교류 등을 활동하고 있다. 학회지 《대한지리학회지》, 학회보 《대한지리학회회보》를 발간하고 있다.

## 주요 사업
- 한국의 국토, 도시, 지역 및 세계지역에 대한 지리학적 조사 및 연구업무
- 국내 및 국제 학술발표회, 지역답사회, 강연회 개최
- 학회지, 학회보 및 기타 연구물의 간행
- 국제지리학연합 한국위원회로서의 제반활동
- 국내 및 국외의 유관 학회, 국가 기관, 연구소, 기타 학술 및 조사연구 단체와의 교류 및 협력
- 지리교육의 진흥을 위한 제반 사업
- 기타 본회의 목적에 부합하는 학술 조사 및 비영리 사업

## 역대 회장
| 대수   | 성명   | 소속           | 재직 기간               |
| ------ | ------ | -------------- | ----------------------- |
| 제1대  | 김도태 | 휘문고등학교   | 1945년 9월~1950년 4월   |
| 제2대  | 김도태 | 휘문고등학교   | 1950년 5월~1955년 10월  |
| 제3대  | 최복현 | 서울대학교     | 1955년 11월~1957년 10월 |
| 제4대  | 이봉수 | 건국대학교     | 1957년 11월~1959년 10월 |
| 제5대  | 이봉수 | 건국대학교     | 1959년 11월~1961년 8월  |
| 제6대  | 박노식 | 경희대학교     | 1961년 9월~1964년 5월   |
| 제7대  | 이지호 | 서울대학교     | 1964년 6월~1966년 5월   |
| 제8대  | 이지호 | 서울대학교     | 1966년 6월~1968년 6월   |
| 제9대  | 강석오 | 이화여자대학교 | 1968년 7월~1970년 5월   |
| 제10대 | 노도양 | 명지대학교     | 1970년 6월~1972년 5월   |
| 제11대 | 이찬   | 서울대학교     | 1972년 6월~1974년 5월   |
| 제12대 | 이찬   | 서울대학교     | 1974년 6월~1976년 5월   |
| 제13대 | 형기주 | 동국대학교     | 1976년 6월~1978년 5월   |
| 제14대 | 형기주 | 동국대학교     | 1978년 6월~1980년 9월   |
| 제15대 | 서찬기 | 경북대학교     | 1980년 10월~1982년 5월  |
| 제16대 | 황재기 | 서울대학교     | 1982년 6월~1984년 5월   |
| 제17대 | 홍순완 | 경북대학교     | 1984년 6월~1986년 6월   |
| 제18대 | 조동규 | 경희대학교     | 1986년 7월~1988년 6월   |
| 제19대 | 장보웅 | 전남대학교     | 1988년 7월~1990년 12월  |
| 제20대 | 박영한 | 서울대학교     | 1991년 1월~1992년 12월  |
| 제21대 | 권혁재 | 고려대학교     | 1993년 1월~1994년 12월  |
| 제22대 | 김일기 | 한국교원대학교 | 1995년 1월~1996년 12월  |
| 제23대 | 이현영 | 건국대학교     | 1997년 1월~1998년 12월  |
| 제24대 | 허우긍 | 서울대학교     | 1999년 1월~2000년 12월  |
| 제25대 | 이기석 | 서울대학교     | 2001년 1월~2002년 12월  |
| 제26대 | 박삼옥 | 서울대학교     | 2003년 1월~2004년 12월  |
| 제27대 | 이정록 | 전남대학교     | 2005년 1월~2006년 12월  |
| 제28대 | 이민부 | 한국교원대학교 | 2007년 1월~2008년 12월  |
| 제29대 | 권용우 | 성신여자대학교 | 2009년 1월~2010년 12월  |
| 제30대 | 이철우 | 경북대학교     | 2011년 1월~2012년 12월  |
| 제31대 | 손일   | 부산대학교     | 2013년 1월~2014년 12월  |
| 제32대 | 양보경 | 성신여자대학교 | 2015년 1월~2016년 12월  |
| 제33대 | 이승호 | 건국대학교     | 2017년 1월~2018년 12월  |
| 제34대 | 이용우 | 국토연구원     | 2019년 1월~2020년 12월  |
| 제35대 | 황철수 | 경희대학교     | 2021년 1월~2022년 12월  |
| 제36대 | 정성훈 | 강원대학교     | 2023년 1월~2024년 12월  |
| 제37대 | 박수진 | 서울대학교     | 2025년 1월~             |

## 조직
상임이사회
- 회장
- 부회장
- 총무이사
- 학술이사
- 국제이사
- 홍보이사

지리연구소
- 소장

위원회
- 지리교육특별위원회
- 지리올림피아드 추진위원회
- 지리학발전위원회
- 국토교육특별위원회
- 기후변화와 지속가능발전 특별위원회
- 디지털영토개발·협력특별위원회

편집위원회
- 대한지리학회 편집위원회

일반이사
- 각 고등학교와 대학교, 연구기관, 관련 단체에 소속된 총 43명으로 구성돼 있다.

## 학술지
- 학회지 《대한지리학회지》[1]와 학회보 《대한지리학회회보》를 발간하고 있다.